# L'Homme au costume noir
L'Homme au costume noir (titre original : The Man in the Black Suit) est une nouvelle de Stephen King parue tout d'abord en 1994 dans le magazine The New Yorker puis dans le recueil Tout est fatal en 2002.

## Résumé
En 1914, Gary, neuf ans, vit dans la campagne du Maine avec ses parents. Son frère Dan est mort il y a peu de temps d'une piqure d'abeille. Un jour d'été, Gary part pêcher à la rivière et attrape une énorme truite fario. Il s'endort et découvre à son réveil qu'une abeille est posée sur son nez. Gary est terrifié car il craint d'avoir la même allergie que son frère mais il entend un claquement et l'abeille tombe raide morte. Il voit alors un homme en costume noir, aux yeux flamboyants, doté de griffes et de dents très pointues, et à l'odeur de soufre. L'homme dit à Gary que sa mère est morte, piquée elle aussi par une abeille, et lui donne d'horribles détails de cette mort. Il lui dit ensuite qu'il est affamé et va le manger.
Gary, qui a reconnu le Diable en la personne de cet homme, lui donne la truite qu'il a prise et s'enfuit pendant qu'il l'avale tout entière. Poursuivi par l'homme au costume noir, Gary lui échappe de justesse. Il rencontre son père et lui dit que sa mère est morte mais quand ils arrivent tous deux à la maison ils la trouvent bien vivante. Gary retourne avec son père chercher sa canne à pêche et ils trouvent des traces, herbes brûlées et odeur de soufre, du passage de l'homme.
Quatre-vingts ans plus tard, Gary consigne cette histoire par écrit. Il a conservé toute sa vie un souvenir très vivace de l'homme au costume noir et, sachant désormais que sa mort est proche, est terrifié à l'idée qu'il vienne lui rendre une nouvelle visite.

## Genèse
Ce récit est inspiré d'une longue tradition d'histoires d'hommes ayant rencontré le Diable en Nouvelle-Angleterre. Dans Tout est fatal, Stephen King explique que c'est également un hommage à la nouvelle Le Jeune Maître Brown (1835) de Nathaniel Hawthorne. Après l'avoir terminée, King n'aimait pas beaucoup son histoire qui lui paraissait être un « conte folklorique assez banal ». Cette histoire a été publiée pour la première fois par le magazine The New Yorker le 31 octobre 1994. Elle a ensuite fait partie du recueil Six Stories (1997), une édition limitée à 1 200 exemplaires, avant d'être intégrée à Tout est fatal (2002).

## Distinctions
L'Homme au costume noir a remporté le prix World Fantasy de la meilleure nouvelle 1995 ainsi que le prestigieux O. Henry Award 1996, récompensant la meilleure nouvelle parue dans la presse nord-américaine.